# Royal Copenhagen

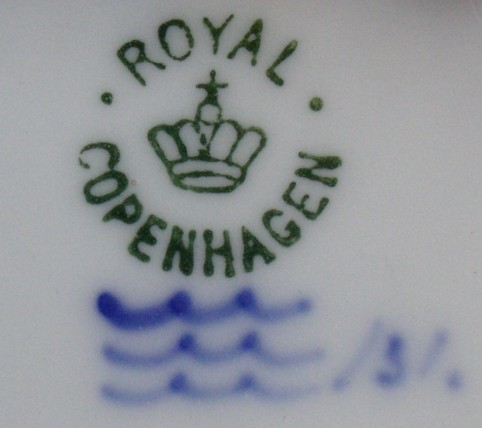
Fabriksstämpeln 1917.

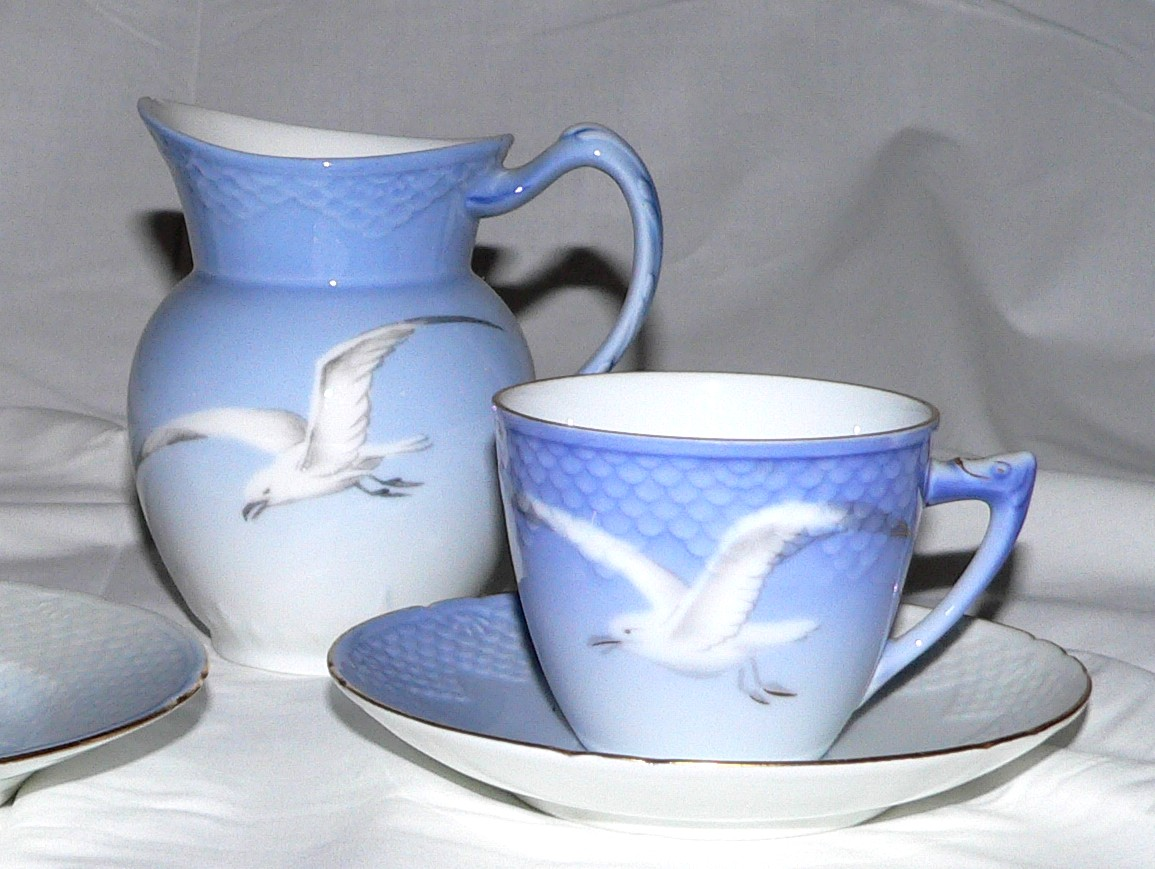
Måsen från Bing & Grøndahl, numera Royal Copenhagen.

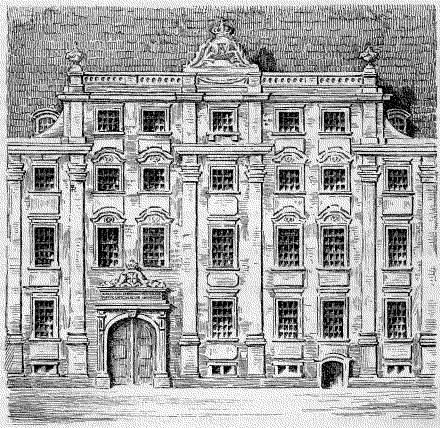
Den ursprungliga fabriken från 1775 på Købmagergade.

Royal Copenhagen (ursprungligen Den Kongelige Porcelænsfabrik) är en av Europas äldsta tillverkare av porslin. Fabriken grundades 1775 och är idag ett världsledande varumärke för kvalitetsporslin.

## Historik

### Bakgrund
Fabriken bildades 1775 under namnet "Den Kongelige Porcelænsfabrik" i en tidigare post- och gästgivargård på Købmagergade i Köpenhamn under beskydd av änkedrottning Juliana Marie och har sedan dess använt samma logotyp med de tre vågorna som representerar Danmarks tre inre farvatten: Öresund, Stora Bält och Lilla Bält. Fabriken startades av apotekaren Frantz Heinrich Müller som fick monopol på driften i 50 år.

### 1800-talet
Fabriken övergick i privat ägo 1868 och togs 1882 över av den framgångsrika fajansfabriken Aluminia i Christianshavn under ledning av Philip Schou. Kort efter Aluminias övertagande flyttades produktionen till en modernare anläggning på Aluminias fabriksområde i hörnet av Smallegade och Søndre Fasanvej i Frederiksberg. De nya byggnaderna, som fortfarande (2010) finns kvar, ritades av Valdemar Ingemann. J.E. Gnudtzmann ritade Schous direktörsbostad i gathörnet, och då ledningen för de bägge fabrikerna skiljde sig mer och mer åt lät Anton Rosen 1908 uppföra ännu en direktionsbostad som idag är kulturminnesmärkt.
Philip Schou anställde 1884 arkitekten Arnold Krog som konstnärlig ledare, och med honom vid rodret gick fabriken in i en konstnärlig glansperiod, där fabrikens produkter väckte stor uppmärksamhet över hela världen. På världsutställningen i Paris 1889 var det danska porslinet en av huvudattraktionerna, och Krogs verk vann utställningens Grand Prix. Vid sekelskiftet 1900 hade "Den Kongelige" tillsammans med Bing & Grøndahl etablerat sig som den konstnärligt dominerande porslinsfabriken på den europeiska marknaden. Aluminia fick efterhand självständig konstnärlig ledning under Christian Joachim och senare Nils Thorsson. Thorsson arbetade på bägge fabrikerna och fick stor betydelse för deras respektive produktserier.

### 1900-talet
Aluminia som hundra år tidigare hade övertagit Den Kongelige Porcelænsfabrik upphörde med produktionen av porslin 1969, även om fajansproduktionen fortsatte i mycket begränsad skala. Produktionen flyttades igen till Glostrup 2004, men i Frederiksberg finns fortfarande en fabriksbutik. Fabriksområdet "Porcelænsgrunden" är nu exploaterat och är bland annat plats för delar av Copenhagen Business School.
De två i särklass mest kända serviserna är Flora Danica och Musselmalet, som fortfarande handmålas på fabriken i Glostrup.
Royal Copenhagen köpte upp Georg Jensen Sølvsmedie 1972. Företaget sammanslogs med Holmegaard Glasværk 1985 och med Bing & Grøndahl 1987.

### 2000-talet
År 2001 förvärvades Royal Copenhagen tillsammans med Georg Jensen av den danska investeringsfonden Axcel, och de utgjorde då en del av Royal Scandinavia. I samband med att Axcel tog över Royal Copenhagen såldes Holmegaard Glasværk. Samtidigt såldes den kontrollerande aktiemajoriteten i det svenska glasbruket Orrefors Kosta Boda till New Wave Group. 
Fiskars köpte Royal Copenhagen i slutet av 2012. Företaget har idag (2013) omkring 500 anställda.

## Produktserier
Bland de mer kända mönstren finns (ursprunglig producent inom parentes):
- Flora Danica (servis),  Musselmalet, Blå Blomst, Henriette, Saksisk Blomst, Vifte, Gemina og Gemma (Royal Copenhagen)
- Empire, Offenbach, Sommerfugl och Måge (Bing & Grøndahl)
- Tranquebar och Blå Kant (Aluminia)